# Rob Edwards (cestista)
Rob Edwards (Detroit, 20 gennaio 1997) è un cestista statunitense.